# 别拉内区
别拉内区（波蘭語：Bielany，波蘭語發音：[bʲɛˈlanɨ]）是波蘭首都華沙的行政區之一，位於華沙市轄區西北部。别拉内在歷史上曾是若利博日区的一部分，自1994年開始成為一個獨立政區。